# ان‌جی‌سی ۷۰۱۰
ان‌جی‌سی ۷۰۱۰ (انگلیسی: NGC 7010) یک کهکشان بیضوی عظیم است که در فاصله ۳۶۵ میلیون سال نوری از زمین در صورت فلکی دلو جای دارد. کهکشان NGC 7010 توسط اخترشناس جان هرشل در ۶ اوت ۱۸۲۳ کشف شد.